# Шама індійська
Ша́ма індійська (Copsychus saularis) — вид горобцеподібних птахів родини мухоловкових (Muscicapidae). Мешкає в Південній і Південно-Східній Азії. Є національним птахом Бангладеш.

## Опис

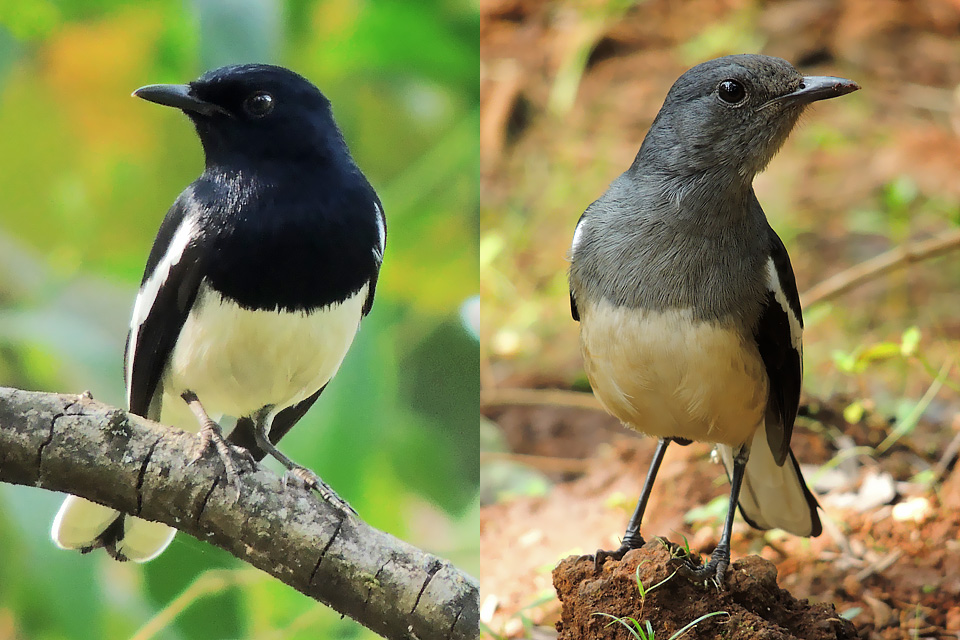
Самець і самиця індійської шами

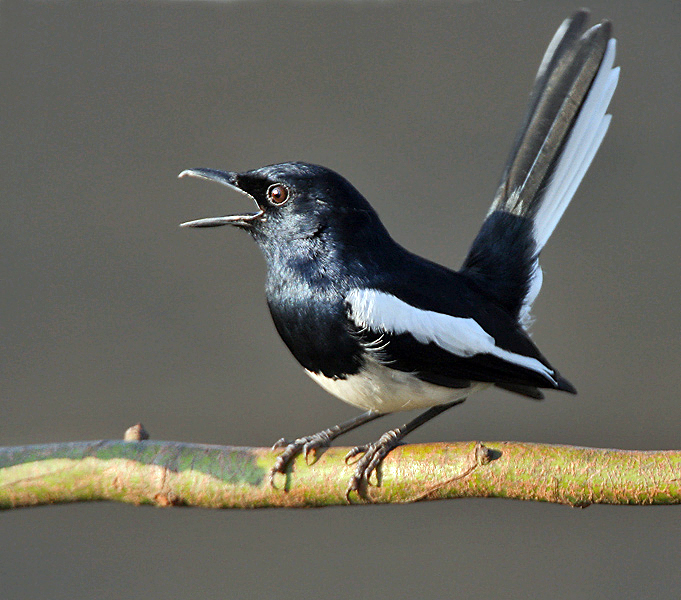
Самець індійської шами (Колката, Індія)

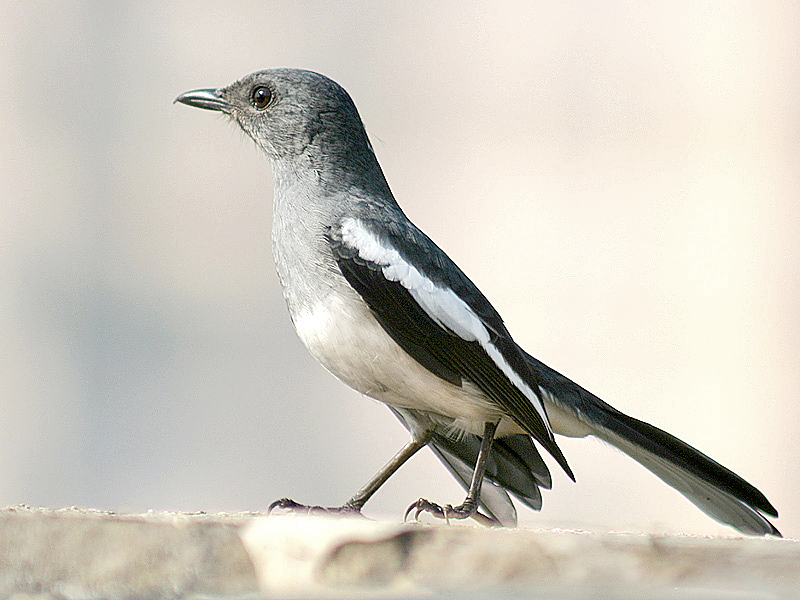
Самиця індійської шами (Колката, Індія)

Довжина птаха становить 19-23 см, враховуючи довгий, часто направлений догори хвіст, вага 29-51,3 г. У самців верхня частина тіла, голова і горло чорні, за винятком білих плям на плечах, нижня частина тіла і хвіст з боків білі. У самиць верхня частина тіла сірувато-чорна, а нижня частина тіла сірувато-біла. Очі темні, дзьоб чорний, лапи чорнуваті. У молодих птахів пера на голові і верхній частині тіла мають коричневі краї, що формують лускоподібний візерунок. Спів мелодійний, різноманітний, через нього птахів часто утримують в неволі. Індійські шами здатні імітувати голоси інших птахів.

## Підвиди
Виділяють сім підвидів:
- C. s. saularis (Linnaeus, 1758) — від північно-східного Пакистану і Індії до Таїланду, Індокитаю і Південного Китаю, острів Хайнань;
- C. s. ceylonensis Sclater, PL, 1861 — південь Індії і острів Шрі-Ланка;
- C. s. andamanensis Hume, 1874 — Андаманські острови;
- C. s. musicus (Raffles, 1822) — Малайський півострів, Суматра і сусідні острови (Сімелуе, Ніас, Бату[en], Ментавай, Белітунг, Банка), західна Ява, південь і захід Калімантану;
- C. s. amoenus (Horsfield, 1821) — схід Яви і Балі;
- C. s. adamsi Elliot, DG, 1890 — північ Калімантану, Банггі[en] і сусідні острови;
- C. s. pluto Bonaparte, 1850 — схід і південний схід Калімантану, острови Маратуа[id].

Філіпінська шама раніше вважалася підвидом індійської шами, однак була визнана окремим видом.

## Поширення і екологія
Індійські шами мешкають в Пакистані, Індії, Непалі, Бутані, Бангладеш, Китаї, М'янмі, Таїланді, В'єтнамі, Лаосі, Камбоджі, Малайзії, Індонезії, Брунеї і на Шрі-Ланці. Вони живуть в підліску субтропічних і тропічних лісів, в рідколіссях, на плантаціях, в парках і садах, часто поблизу людських поселень. Зустрічаються на висоті до 1900 м над рівнем моря.
Індійські шами живляться переважно комахами та іншими безхребетними, а також нектаром, дрібними геконами та іншими ящірками, іноді навіть рибою. В Індії сезон розмноження у них триває з березня по липень, а в Південно-Східній Азії з січня по червень. Самці співають, сидячи на високому сідалі, і демонструють себе самицями, розпушуючи пір'я. 
Гнізда чашоподібні, робиться з гілочок і корінців, розміщується в дуплах дерева або в тріщинах в будівлях. В кладці 4-5 блідо-блакитнувато-зелених яєць, поцяткованих коричневими плямками. Інкубаційний період триває 12-14 днів, насиджують і самиці, і самці. Пташенята покидають гніздо через 12 днів після вилуплення, однак батьки продовжують піклуватися про них ще деякий час.